# Pavonia rojasii
Pavonia rojasii är en malvaväxtart som beskrevs av Emil Hassler. Pavonia rojasii ingår i släktet påfågelsmalvor, och familjen malvaväxter. Inga underarter finns listade i Catalogue of Life.